# 89P/Russell
89P/Russell è una cometa periodica: è stata scoperta il 28 settembre 1980 dall'astronomo australiano Kenneth S. Russell, fu riscoperta il 1º luglio 1987.